# Iwan Ptaszkin
Iwan Jemieljanowicz Ptaszkin (ros. Иван Емельянович Пташкин, ur. 1911 w słobodzie Maszłykino w Obwodzie Wojska Dońskiego, zm. 1941) – funkcjonariusz radzieckich organów bezpieczeństwa, kapitan, działacz partyjny, zastępca ludowego komisarza spraw wewnętrznych Białoruskiej SRR (1941).

## Życiorys
Ukrainiec, od 1925 członek Komsomołu, od maja do sierpnia 1929 sekretarz odpowiedzialny podrejonowego komitetu Komsomołu, od sierpnia do grudnia 1929 przewodniczący rady wiejskiej, od grudnia 1929 do marca 1932 brygadzista brygady traktorowej i ślusarz w sowchozie w Ukraińskiej SRR. Od 1931 w WKP(b), od marca do października 1932 propagandzista komitetu KP(b)U sowchozu, 1932-1937 studiował w Wyższym Pedagogicznym Instytucie Finansowo-Ekonomicznym w Leningradzie, 1937-1938 sekretarz Mińskiego Komitetu Rejonowego Komunistycznej Partii (bolszewików) Białorusi. Od maja 1938 do stycznia 1939 kierownik Wydziału Zarządzania Organami Partyjnymi Komitetu Obwodowego KP(b)B w Mińsku, od stycznia 1939 do 19 grudnia 1940 szef Zarządu NKWD obwodu mińskiego, od 31 marca 1939 kapitan bezpieczeństwa państwowego. Od 19 grudnia 1940 do 6 sierpnia 1941 szef Zarządu NKWD obwodu witebskiego, od 6 sierpnia 1941 zastępca ludowego komisarza spraw wewnętrznych Białoruskiej SRR ds. kadr, szef rejonowego sztabu Wydziału Specjalnego NKWD w Briańsku. Zginął na froncie.